# Siphona melania
Siphona melania är en tvåvingeart som först beskrevs av Mario Bezzi 1908.  Siphona melania ingår i släktet Siphona och familjen parasitflugor.
Artens utbredningsområde är Eritrea. Inga underarter finns listade i Catalogue of Life.